# Diecéze osnabrückská
Diecéze osnabrückská (latinsky Dioecesis Osnabrugensis) je německá římskokatolická diecéze na severozápadě země, která zahrnuje části spolkových zemí Dolní Sasko a Brémy. Sídlem biskupa je katedrála svatého Petra v Osnabrücku.

## Historie
Diecézi osnabrückskou založil v roce 772 Karel Veliký, který chtěl christianizovat dobyté saské kmeny. Prvním biskupem byl svatý Wiho (785-804), ale skutečným organizátorem biskupství byl další řádový biskup Meginhard z Meignozu.
V pozdním středověku byla diecéze přeměněna na světské biskupské knížectví. V 16. století v důsledku reformace většina věřících konvertovala k luteránství. Osnabrück byl městem s luteránským i katolickým obyvatelstvem. Přesto mezi oběma komunitami ve městě ani v diecézi nevzniklo žádné napětí, což bylo v říši zmítané náboženskými válkami ojedinělé. To bylo způsobeno tím, že katoličtí kněží kombinovali prvky obou vyznání. Tato situace trvala až do třicetileté války, která skončila Vestfálským mírem (1648). To nutilo duchovní, aby si vybrali své vyznání. Od té doby patřil úřad biskupa katolíkům i protestantům. Zpravidla se však jednalo o knížete z rodu Welfů, který vládl v Dolním Sasku. Posledním knížetem-biskupem byl hannoverský kníže Bedřich August Hannoverský (1764–1803), luterán, kterého ve 197. den po narození jmenoval biskupem jeho otec Jiří III. Hannoverský, král Velké Británie.
V roce 1803 byla diecéze sekularizována. Místo něj byl zřízen apoštolský vikariát, v jehož čele stál biskup Klemens von Gruben. Jeho úkolem byla duchovní péče o katolíky žijící v zemích hannoverského kurfiřtství.
Papežskou bulou Impensa Romanorum Pontificum z 26. března 1824 obnovil papež Lev XII. diecézi Osnabrück, která byla přímo podřízena Římu. Měla být také v personální unii s diecézí Hildesheim, ale ta trvala jen dva roky (1855–1857).
V roce 1930, po reorganizaci územní struktury katolické církve v Německu, byla diecéze podřízena kolínské církevní provincii.
Po druhé světové válce se většina diecézí Hamburk, Šlesvicko-Holštýnsko a část Meklenburska ocitla v hranicích NDR, což znemožnilo kontakt s farnostmi ve východní části Německa. V důsledku toho byla pro tyto oblasti zřízena apoštolská administratura - Bischöfliches Amt Schwerin - v níž sídlil pomocný biskup, který byl generálním vikářem pro celou diecézi.
V roce 1995 byla apoštolská správa Schwerinu oficiálně oddělena od diecéze osnabrückské a převedna pod hamburskou arcidiecézi, které bylo podřízeno biskupství osnabrückské, jež v nových hranicích pokrývalo téměř 12 000 km².

## Biskupové
- Diecézní biskup: Franz-Josef Bode
- Pomocný biskup: Johannes Wübbe
- Emeritní biskup: Theodor Kettmann

## Administrativní dělení
Diecéze osnabrückská se skládá z 10 děkanátů:
1. Děkanát Grafschaft Bentheim
2. Děkanát Bremen
3. Děkanát Emsland-Mitte
4. Děkanát Emsland-Nord
5. Děkanát Emsland-Süd
6. Děkanát Osnabrück-Nord
7. Děkanát Osnabrück-Stadt
8. Děkanát Osnabrück-Süd
9. Děkanát Ostfriesland
10. Děkanát Twistringen